# Staatliche Unabhängigkeit

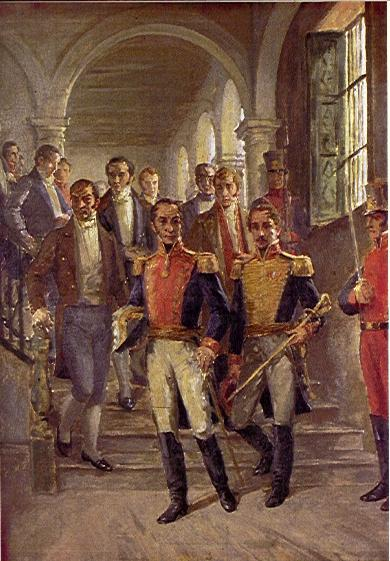
Simón Bolívar, Freiheitsheld mehrerer südamerikanischer Staaten

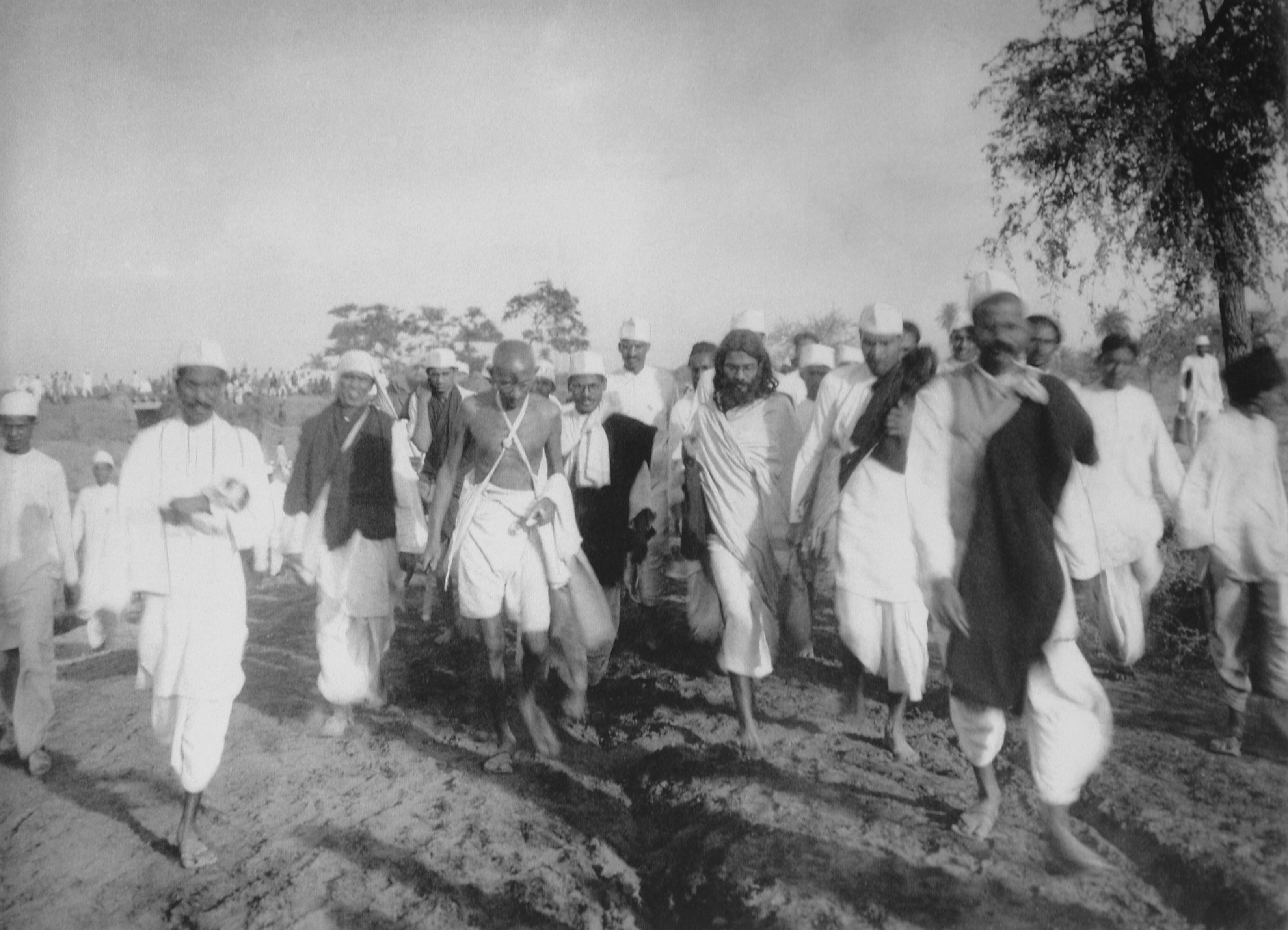
Mahatma Gandhi, hier auf dem Salzmarsch, erkämpfte gewaltfrei die Unabhängigkeit Indiens.

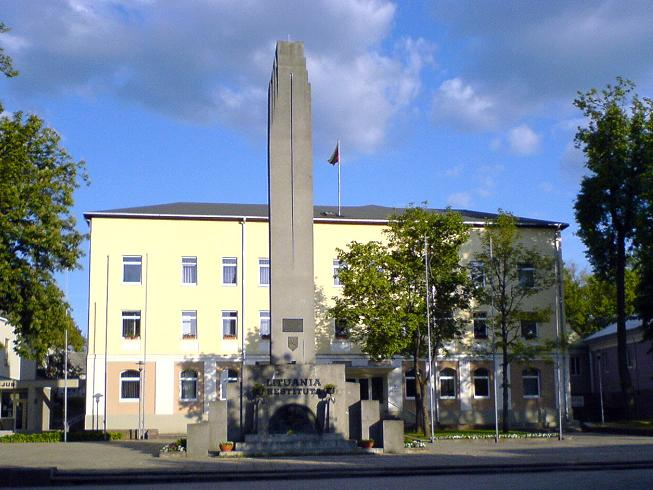
Unabhängigkeitsdenkmal in Litauen

Staatliche Unabhängigkeit bezeichnet das Recht eines Staatswesens, seine Entscheidungen unabhängig von Bevormundung durch einen anderen Staat zu treffen. Damit ist sie juristisch dasselbe wie völkerrechtliche Souveränität; trotzdem sind beide Begriffe nicht synonym.

## Souveränität und Unabhängigkeit
Der Begriff Souveränität kommt aus der Absolutismuslehre des französischen Staatstheoretikers Jean Bodin (* 1529/1530; † 1596). Der Souverän ist nach der ursprünglichen Definition der absolute Monarch, der über Allem und über Allen steht, seine Entscheidungen also ohne Rücksicht auf andere innenpolitische Kräfte fällen kann.
Der Begriff der Unabhängigkeit ist dagegen mit dem Begriff der Freiheit verbunden, auf Gemeinschaften übertragen mit dem Selbstbestimmungsrecht der Völker. Dementsprechend steht am Anfang der Existenz aller Republiken, die durch Loslösung aus einem Kolonialreich oder Abspaltung von einem Staat hervorgegangen sind, die Erklärung und – manchmal erst Jahre später – die Anerkennung ihrer staatlichen Unabhängigkeit.

## Gleichberechtigte Vertragsbindung und staatliche Abhängigkeit
Weltweite internationale Verträge, herbeigeführt durch die UNO, ebenso wie die Zugehörigkeit zu speziellen Bündnissen wie der NATO oder engeren Gemeinschaften wie der Europäischen Union (EU) beschränken zwar durchaus den Handlungsspielraum von Staaten, aber in demokratischen Staaten bedürfen zwischenstaatliche Vereinbarungen der Zustimmung durch Parlamente oder Plebiszite. Dadurch sind Handlungsbeschränkungen durch gleichberechtigt ausgehandelte Verträge etwas anderes als die Abhängigkeit einer Kolonie von ihrem Mutterland oder einer Provinz von ihrem Zentralstaat.
Ideell ist der Unterschied zwischen gleichberechtigter Vertragsbindung und staatlicher Abhängigkeit groß, praktisch war und ist er nicht selten geringer, insbesondere bei Militärbündnissen.